# Alphabet (Roberto Cacciapaglia)
Alphabet è il tredicesimo album del compositore milanese Roberto Cacciapaglia, pubblicato il 28 gennaio 2014, pubblicato da Glance e distribuito da Decca.

## Tracce
1. Campi di luce
2. Temple of Sound
3. Celestia
4. Endless Time
5. Lucid Dream
6. The Future
7. Meteora
8. Evidence
9. Antartica
10. Per amore
11. Giorni di pioggia
12. Quiet room - Paris